# 多萊加區
8°33′36″N 82°25′12″W / 8.56000°N 82.42000°W
多萊加區（西班牙語：Distrito de Dolega），是巴拿馬的一個行政區，位於該國西部，由奇里基省負責管轄，始建於1848年，面積250.8平方公里，2010年人口25,102，人口密度每平方公里100.09人。